# Tears for Fears
Tears for Fears – brytyjski duet muzyczny założony w 1981 r., w którego skład wchodzą Roland Orzabal i Curt Smith.

## Historia

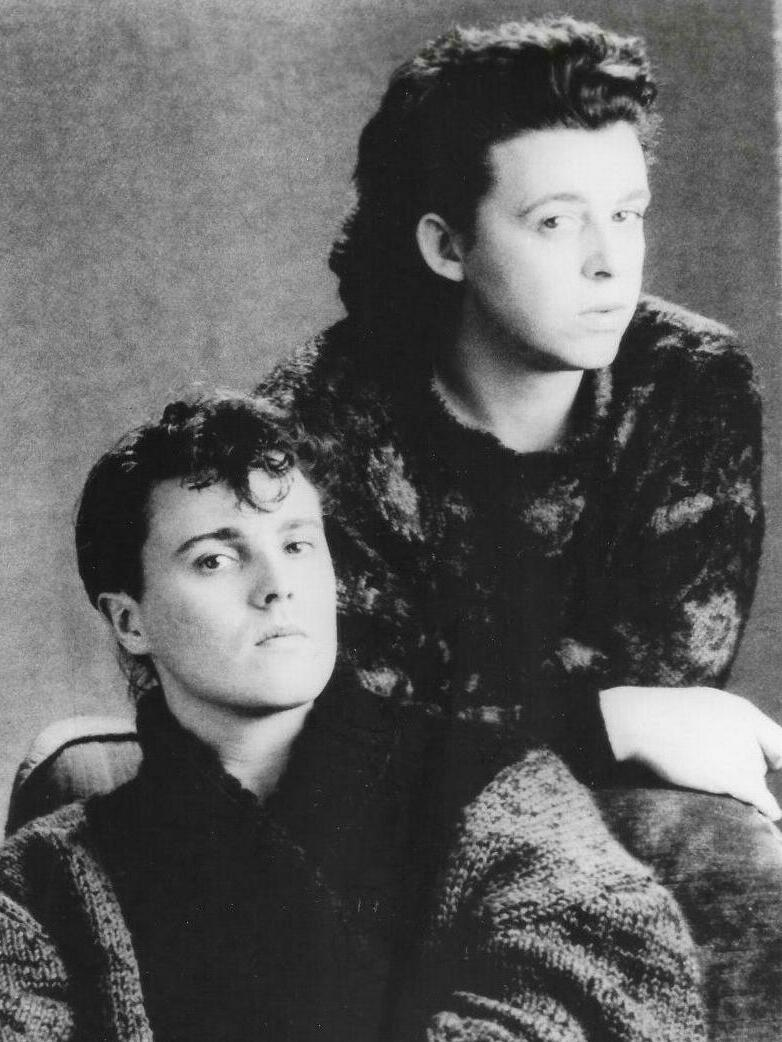
Tears for Fears, 1985

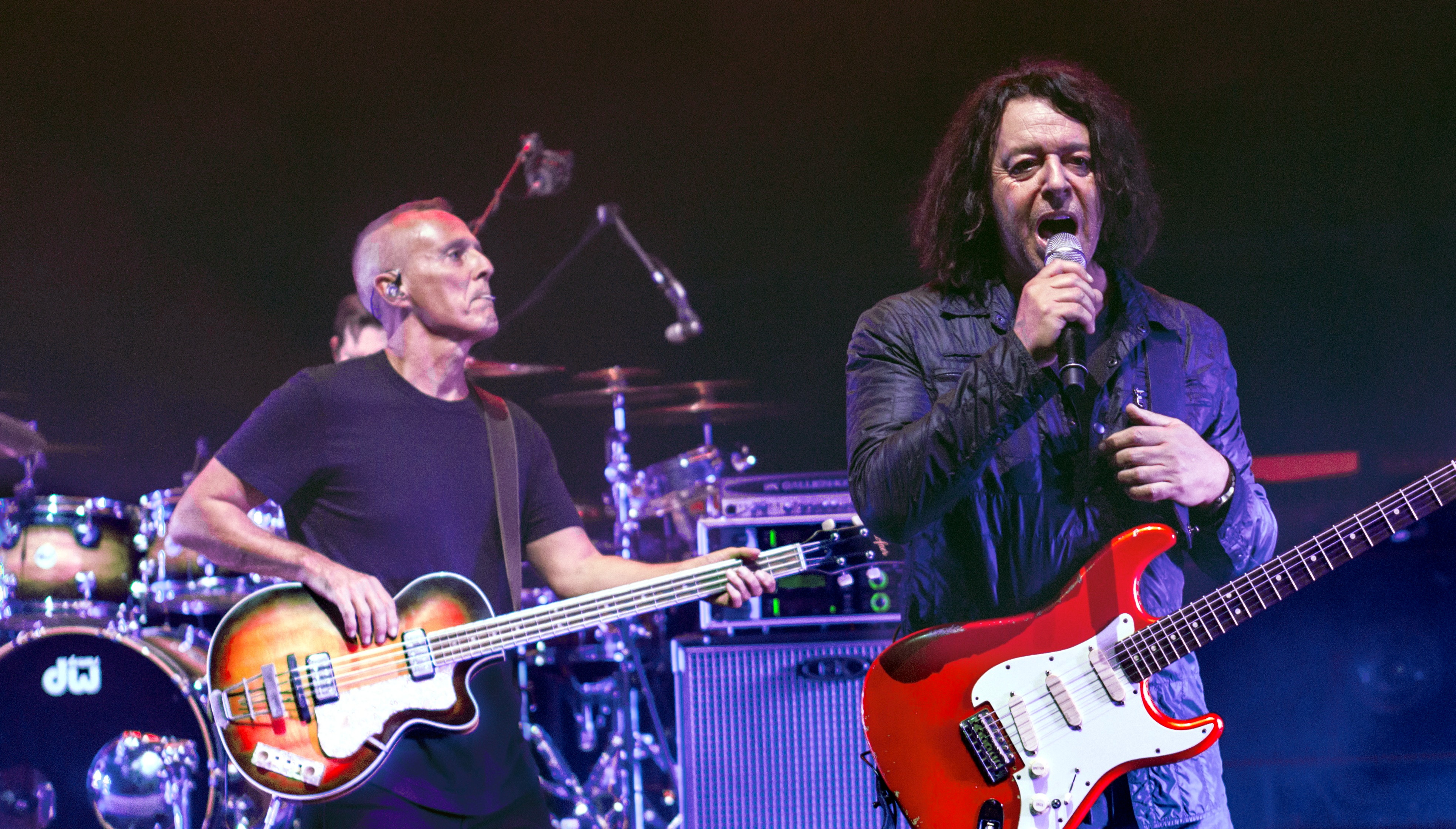
Tears for Fears: Curt Smith i Roland Orzabal, 2017

Zespół został utworzony w 1981 r. w angielskim Bath przez Rolanda Orzabala i Curta Smitha, młodych, ale doświadczonych muzyków. Obaj wcześniej wspólnie grali w zespołach Graduate i Neon. W Tears for Fears Orzabal i Smith zatrudniali dodatkowych muzyków, jednak oni dwaj byli frontmanami i „oficjalnymi twarzami” zespołu.
Debiutancka płyta, The Hurting, wydana dwa lata później (1983), utrzymana w rytmie synthpopowym, otworzyła muzykom drogę do sukcesu. Znalazł się na niej pierwszy duży przebój, Mad World.
Wydany w 1985 r. album Songs from the Big Chair osiągnął ogromny sukces komercyjny, dzięki takim utworom jak Everybody Wants to Rule the World oraz Shout. Płyta rozsławiła duet w Stanach Zjednoczonych, gdzie trafiła na pierwsze miejsce listy sprzedaży. Jest to dziś najlepiej sprzedający się album zespołu. W 1989 r. artyści wydali kolejny album, The Seeds of Love, o psychodelicznym, jazzowo-rockowym brzmieniu. Wydawnictwo również osiągnęło sukces komercyjny. Promowano je przebojowymi singlami Sowing the Seeds of Love i Woman in Chains.
We wczesnych latach 90. Smith odszedł z zespołu, przeprowadził się do Stanów Zjednoczonych i wydał solowy album Soul on Board. W 1992 r. ukazała się kompilacja hitów Tears Roll Down, która się dobrze sprzedawała, a rok później wydany został krążek Elemental. Ostatecznie w 2004 r. Smith i Orzabal ponownie połączyli swoje siły, tworząc płytę Everybody Loves a Happy Ending.

## Dyskografia

### Albumy studyjne
- 1983: The Hurting
- 1985: Songs from the Big Chair
- 1989: The Seeds of Love
- 1993: Elemental
- 1995: Raoul and the Kings of Spain
- 2004: Everybody Loves a Happy Ending
- 2022: The Tipping Point

### Albumy koncertowe
- 2006: Secret World Live in Paris
- 2009: Live from Santa Barbara
- 2021: Live at Massey Hall Toronto, Canada / 1985
- 2024: Songs For A Nervous Planet

### Kompilacje
- 1992: Tears Roll Down (Greatest Hits 82–92)
- 1996: Saturnine Martial & Lunatic
- 2017: Rule the World: The Greatest Hits